# District historique d'Everett
Pour les articles homonymes, voir Everett.
Le district historique d'Everett – ou Everett Historic District en anglais – est un district historique du comté de Summit, dans l'Ohio, aux États-Unis. Situé au sein du parc national de Cuyahoga Valley, il est inscrit au Registre national des lieux historiques depuis le 14 janvier 1993.